# Agrotis fulva
Agrotis fulva är en fjärilsart som beskrevs av Turati 1922. Agrotis fulva ingår i släktet Agrotis och familjen nattflyn. Inga underarter finns listade i Catalogue of Life.